# Karl-Heinz Indlekofer
Karl-Heinz Indlekofer (Wertheim, 2 de janeiro de 1943) é um matemático alemão.

## Trabalho
Karl-Heinz Indlekofer pesquisa entre outros sobre teoria dos números e congruência de polinômios. Em 1992 recebeu a medalha de honra da Universidade Eötvös Loránd. Em 1996 a Universidade de Pécs lhe concedeu o doutorado honorário Doctor scientiarum mathematicae honoris causa.

## Publicações selecionadas
- Karl-Heinz Indlekofer: Zahlentheorie, (Uni-Taschenbücher, Bd. 668), Birkhäuser, Stuttgart 1978, ISBN 3-7643-0942-3